# Villa semilimpida
Villa semilimpida är en tvåvingeart som först beskrevs av Christian Rudolph Wilhelm Wiedemann 1828.  Villa semilimpida ingår i släktet Villa och familjen svävflugor. Inga underarter finns listade i Catalogue of Life.